# 張廷儀 (嘉靖舉人)
張廷儀，字肅之，江西浮梁縣人。明朝政治人物。

## 生平
嘉靖三十一年（1552年）壬子科江西鄉試舉人。應選，授直隷貴池縣儒學教諭，嘉靖四十年（1561年）任浙江鄉試同考官。升福建古田縣知縣。遷雲南大理府趙州知州。萬曆元年（1573年），任癸酉科雲南鄉試供給官。